# Timo Reuter
Timo Reuter (* 17. Juli 1973 in Jügesheim) ist ein ehemaliger deutscher Fußballspieler.

## Karriere
Timo Reuter absolvierte für Eintracht Frankfurt ein Spiel der Saison 1994/95 in der Fußball-Bundesliga. Des Weiteren stand er für die Eintracht in der Saison 1996/97 für acht Spiele in der 2. Liga auf dem Platz und schoss dabei ein Tor gegen den 1. FSV Mainz 05. Anschließend stand er in unteren Ligen bei Viktoria Aschaffenburg und Germania Ober-Roden unter Vertrag.